# シタグリプチン
シタグリプチンリン酸塩水和物（シタグリプチンリンさんえんすいわぶつ、Sitagliptin Phosphate Hydrate）は、DPP-4 (Dipepeptidyl peptidase-4) 阻害薬に分類される経口血糖降下薬である。DPP-4はインクレチンの分解に関係する酵素であり、これを阻害することで、高血糖時のインスリン分泌を高めて血糖値を低下させるので、2型糖尿病の治療薬として利用されている。GLP-1アナログ製剤であるリラグルチドと同じくインクレチン関連薬の1つであり、SU剤に代表される経口血糖降下薬に比べて低血糖のリスクが少ないとされる。上気道感染症・尿路感染症の副作用が3%に見られたが、膵疲弊の軽減の結果かHOMA-βやプロインスリン/インスリン比を改善した。頻度の高い副作用としては低血糖・下痢などが知られている。

## 承認状況
2007年10月、アメリカで承認された後、2009年9月、欧州で承認された。
2009年10月、日本国内で承認され、小野薬品工業からグラクティブとして、MSD株式会社からジャヌビアとしてそれぞれ発売された。

## 作用機序
シタグリプチンはジペプチジルペプチダーゼ-4（DPP-4）の競合阻害薬である。DPP-4は食事に反応して分泌されるインクレチン、すなわちGLP-1およびGIP（消化管ホルモン（英語版））を分解し失活させる。DPP-4の阻害によりGLP-1およびGIPの失活が妨げられると、それらのインスリン分泌促進効果ならびにグルカゴン分泌抑制効果が増強され、高過ぎる血糖値が正常域へ低下する。血糖値が正常域に達するとインスリンとグルカゴンに対するGLP-1およびGIPの効果は薄れるので、過剰な効果（低血糖）は他の一部の経口血糖降下薬よりは少ないとされる。

## 臨床的特徴
- シタグリプチンのHbA1c低下効果は偽薬を対照とすると約0.7%であり[8]:18、単剤使用（英語版）時にはメトホルミンよりも効果が低い。151名の日本人患者による偽薬対照臨床試験ではHbA1c 1.05%の低下をもたらしたと報告された[3]。
- スルホニルウレアに比べて体重増加および低血糖の発現頻度が低い。
- シタグリプチンは食事療法・運動療法で効果がなく、メトホルミンで管理不充分な症例に対する第二選択薬（他剤との併用）として勧められる[9]。
- TECOS試験においては、シタグリプチンは偽薬と比較して心血管イベントの発生率に差が見られなかった[10]。

## 副作用
重大な副作用として、添付文書には
- アナフィラキシー反応、
- 皮膚粘膜眼症候群（Stevens-Johnson症候群）、剥脱性皮膚炎、類天疱瘡、
- 低血糖（1.0%　経口糖尿病用薬との併用時は、グリメピリド：5.3%、ピオグリタゾン：0.8%、メトホルミン：0.7%、ボグリボース：0.8%、ナテグリニド・ミチグリニド：6.5%）、
- 肝機能障害、黄疸、急性腎不全、急性膵炎、間質性肺炎、腸閉塞、横紋筋融解症、血小板減少

が記載されている。（頻度未記載は頻度不明）
治験で観察された副作用は11.2%で、単剤あるいはメトホルミンまたはピオグリタゾン併用で偽薬より発現率の高かったものを列挙すると嘔気、風邪様症状、光過敏症であった。低血糖の発現率は偽薬との間の有意差は認められなかった。
いくつかの製造販売後調査で、DPP-4阻害薬を使用した患者の膵炎（時に致死的）について報告されており、米国の添付文書には警告が記載されている。日本の添付文書にも上記の如く「重大な副作用」として明記されている。しかし、DPP-4阻害薬と膵炎の因果関係は未だ完全には立証されていない。2009年に発表されたラットを用いた実験では、シタグリプチンには膵炎または膵癌の発現リスクがあり、メトホルミンを併用するとリスクが減少すると結論付けられたが、臨床的にはDPP-4阻害薬服用患者で膵癌が増加したとの報告はない。
重篤な関節痛を引き起こす可能性がある。
腎不全や過敏症状が稀に発生することが添付文書に記載されているが、発生機序は解明されていない。